# Çağlar Şahin Akbaba
Çağlar Şahin Akbaba (* 17. März 1995 in Izmir) ist ein türkischer Fußballtorhüter, der seit dem Sommer 2022 bei Boluspor unter Vertrag steht.

## Verein
Akbaba kam im Stadtteil Konak der westtürkischen Stadt Izmir auf die Welt. Hier begann er mit dem Vereinsfußball in der Jugend des Traditionsvereins Bucaspor. Im Sommer 2012 wurde er, mit einem Profivertrag versehen, vom Trainer Sait Karafırtınalar in den Profikader aufgenommen, spielte aber weiterhin überwiegend für die Reservemannschaft des Vereins. Sein Profidebüt gab er dann am 30. Dezember 2013 bei der Zweitligabegegnung gegen Manisaspor. Im Sommer 2015 wurde er für zwei Spielzeiten an den Zweitligisten Elazığspor ausgeliehen. Zur Saison 2017/17 wechselte er gemeinsam mit seinem Teamkollegen Hamidou Traoré zum Erstligisten Kardemir Karabükspor. Nach Karabükspors Abstieg im Sommer 2018 wechselte er zum Zweitligisten Adana Demirspor. Eine Saison später wechselte er dann innerhalb der TFF 1. Lig zu Bursaspor.
2020 wurde er vom Erstligisten Gaziantep FK verpflichtet, kam dort jedoch nur zu vier Pflichtspielen und so wurde er zur Saison 2021/22 an den Zweitligisten Eyüpspor verliehen. Nach seiner Rückkehr wurde Akbaba dann fest an den Ligarivalen Boluspor abgegeben.

## Nationalmannschaft
Am 13. Oktober 2013 absolvierte der Torhüter ein Testspiel für die türkische U-19-Nationalmannschaft gegen die Niederlande. Bei der 1:3-Niederlage im Atatürk-Olympiastadion von Istanbul stand Akbaba die kompletten 90 Minuten auf dem Spielfeld.